# Panchorra
Panchorra é uma povoação portuguesa do Município de Resende que foi sede da extinta Freguesia de Panchorra, freguesia que tinha 13,25 km² de área e 132 habitantes (2011), e, por isso, uma densidade populacional de 10 hab./km².
A Freguesia de Panchorra foi extinta (agregada) pela última Reorganização administrativa do território das freguesias, de acordo com a Lei n.º 11-A/2013 de 28 de Janeiro, tendo o seu território sido agregado ao da Freguesia de Ovadas para constituir a União de Freguesias de Ovadas e Panchorra com sede em Ovadas.
A altitude elevada de Panchorra que é 1088 m torna-a uma das mais altas aldeias de Portugal.

## População
| População da freguesia de Panchorra | População da freguesia de Panchorra | População da freguesia de Panchorra | População da freguesia de Panchorra | População da freguesia de Panchorra | População da freguesia de Panchorra | População da freguesia de Panchorra | População da freguesia de Panchorra | População da freguesia de Panchorra | População da freguesia de Panchorra | População da freguesia de Panchorra | População da freguesia de Panchorra | População da freguesia de Panchorra | População da freguesia de Panchorra | População da freguesia de Panchorra |
| ----------------------------------- | ----------------------------------- | ----------------------------------- | ----------------------------------- | ----------------------------------- | ----------------------------------- | ----------------------------------- | ----------------------------------- | ----------------------------------- | ----------------------------------- | ----------------------------------- | ----------------------------------- | ----------------------------------- | ----------------------------------- | ----------------------------------- |
| 1864                                | 1878                                | 1890                                | 1900                                | 1911                                | 1920                                | 1930                                | 1940                                | 1950                                | 1960                                | 1970                                | 1981                                | 1991                                | 2001                                | 2011                                |
| 355                                 | 375                                 | 373                                 | 368                                 | 406                                 | 394                                 | 456                                 | 447                                 | 442                                 | 425                                 | 382                                 | 292                                 | 242                                 | 178                                 | 132                                 |

| Distribuição da População por Grupos Etários | Distribuição da População por Grupos Etários | Distribuição da População por Grupos Etários | Distribuição da População por Grupos Etários | Distribuição da População por Grupos Etários | Distribuição da População por Grupos Etários | Distribuição da População por Grupos Etários | Distribuição da População por Grupos Etários | Distribuição da População por Grupos Etários | Distribuição da População por Grupos Etários |
| -------------------------------------------- | -------------------------------------------- | -------------------------------------------- | -------------------------------------------- | -------------------------------------------- | -------------------------------------------- | -------------------------------------------- | -------------------------------------------- | -------------------------------------------- | -------------------------------------------- |
| Ano                                          | 0-14 Anos                                    | 15-24 Anos                                   | 25-64 Anos                                   | > 65 Anos                                    |                                              | 0-14 Anos                                    | 15-24 Anos                                   | 25-64 Anos                                   | > 65 Anos                                    |
| 2001                                         | 11                                           | 33                                           | 82                                           | 52                                           |                                              | 6,2%                                         | 18,5%                                        | 46,1%                                        | 29,2%                                        |
| 2011                                         | 16                                           | 1                                            | 69                                           | 46                                           |                                              | 12,1%                                        | 0,8%                                         | 52,3%                                        | 34,8%                                        |

Média do País no censo de 2001:  0/14 Anos-16,0%; 15/24 Anos-14,3%; 25/64 Anos-53,4%; 65 e mais Anos-16,4%
Média do País no censo de 2011:   0/14 Anos-14,9%; 15/24 Anos-10,9%; 25/64 Anos-55,2%; 65 e mais Anos-19,0%

## Património
- Igreja Paroquial de Panchorra;
- Capela do Bom Sucesso;
- Capela de São Sebastião;
- Capela de Visitação;
- Ponte de Panchorra.